# 루트비히 빌헬름 폰 바덴바덴 변경백
루트비히 빌헬름(독일어: Markgraf Ludwig Wilhelm von Baden-Baden, 1655년 4월 8일 ~ 1707년 1월 4일)는 바덴바덴 변경백국의 통치자이자 신성로마제국군의 최고사령관이다. 그는 대개 투르크인 루트비히(Türkenlouis)로 알려져 있다.

## 가족
페르디난트 막시밀리안 폰 바덴바덴(Ferdinand Maximilian of Baden-Baden)과 루이사 크리스티나 디 사보이아카리냐노 공녀(Louise Christine of Savoy-Carignano)의 아들로써 파리에서 태어났다. 그의 아버지는 빌헬름 폰 바덴바덴 변경백(Wilhelm, Margrave of Baden-Baden)의 장자로써, 아버지는 죽기 이전 체링겐 가문(House of Zähringen)의 가톨릭 분파의 우두머리이자 바덴바덴 변경백으로써 성공적인 치세를 루트비히에게 넘겨주었다.
그의 어머니 형제는 수아송 백작(Count de Soissons)으로 유명한 장군이었던 사부아 공자 외젠의 아버지였다. 루이는 삶과 전투에서 비록 사촌 외젠의 군사적 그늘에 가려졌지만, 프랑스에 대항해 신성로마제국에 동맹으로써 참가하면서 함께 싸웠다.
그는 양친과 소원했는데, 어릴적 파리에 있던 어머니의 집에서 납치되어 독일로 보내졌기에 그는 크면서 그의 할머니밑에서 성장했다.

## 군사 경력

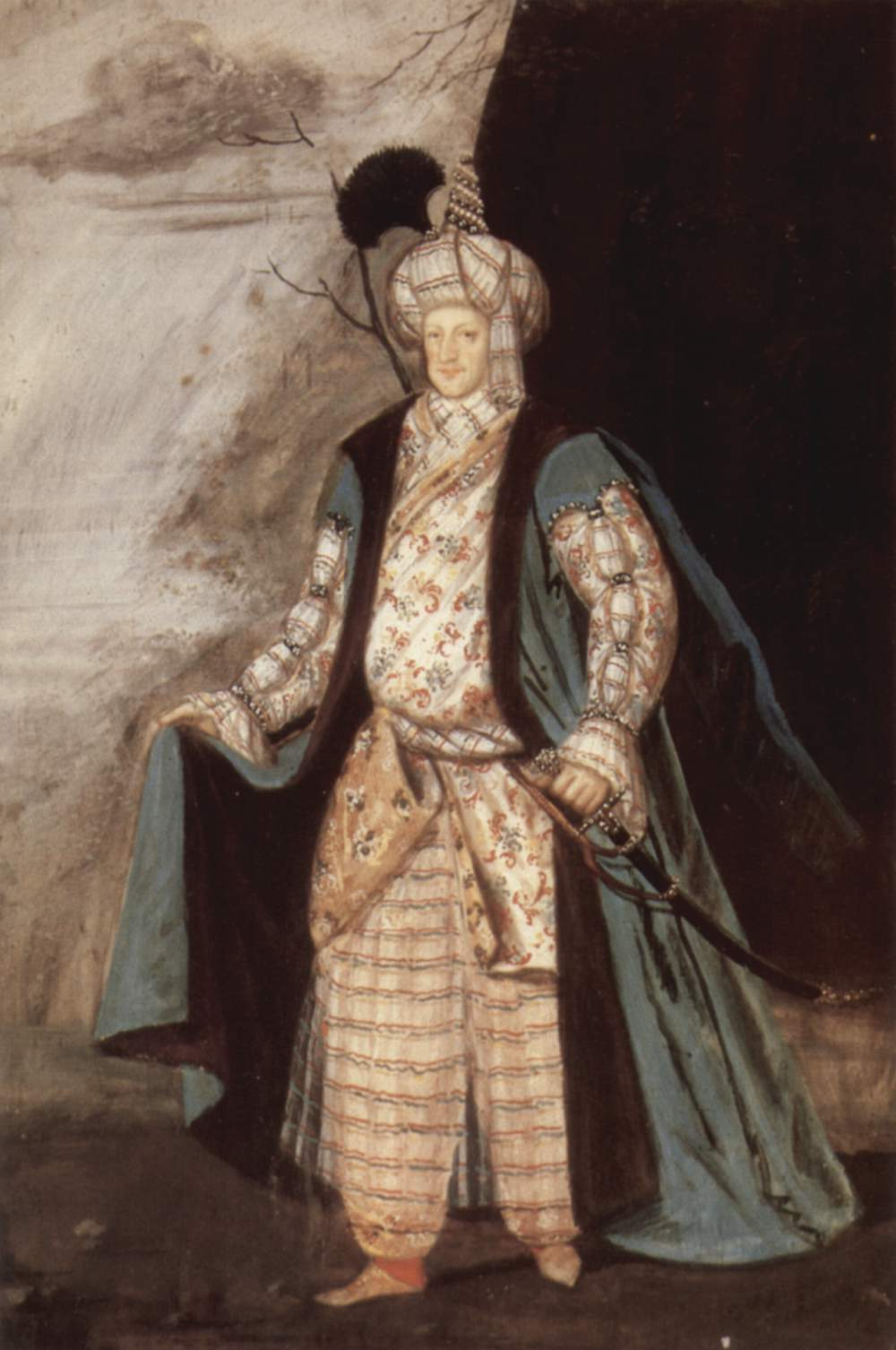
투르크인 복장을 한 바덴바덴 마르그레브 루트비히 빌헬름의 초상.

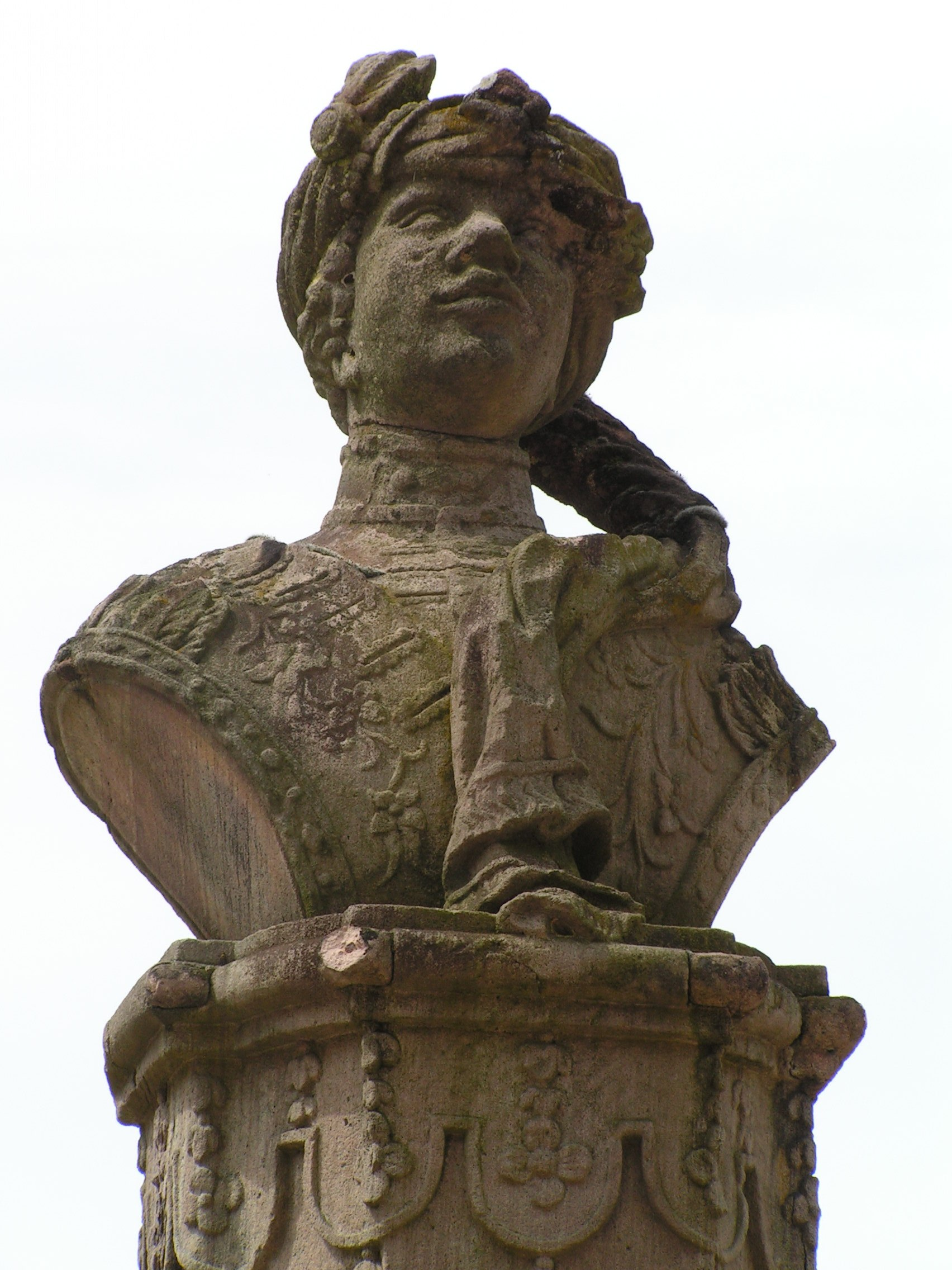
독일 라슈타트 쉬로스 파보리테 외곽에 있는 투르크인 루트비히의 흉상.

루트비히는 투르크인 루드비히(Türkenlouis) 혹은 제국의 방패(shield of the empire)라고 불렸다. 투크르인으로부터 붉은 왕(red king)이라 불린 것은 그의 붉은 유니폼 상의가 전장에서 매우 눈에 띄었기 때문이었다. 그는 종형 사보이의 외젠과 함께 투크르를 상대로 유럽을 방어했다. 루트비히는 신성로마제국을 섬기면서 군사 사령관이 되었다. 1689년 그는 헝가리에 있던 제국군 최고사령관이 되었고, 1691년 슬란카멘(Slankamen)에서 오스만 제국군을 상대로 승리를 거뒀다. 그 후 얼마안가 루트비히는 대동맹 전쟁에서 라인(Rhine)에 있던 군대의 지휘관으로 보내졌다.
루트비히는 이후 스페인 왕위 계승 전쟁에서 제국군을 지휘해 1702년 9월 란다우를 점령했다. 그러나 곧 프리틀링겐에서 빌라르 공작이 이끄는 프랑스군에게 패배해 라인을 가로질러 철수했다. 1704년 그는 말버러 공작 1세 존 처칠과 사부아 공자 외젠의 성공적인 독일 전역에 참가했다. 그는 셸렌베르크 전투에서 뛰어난 활약을 보였고, 블렌하임 전투에서 결정적으로 바이에른군을 패주시켜 잉골슈타트와 란다우를 포위하여 정복했다.
그는 1707년 라슈타트에 있는 미완성된 자신의 궁전에서 죽었다.

## 결혼 및 자녀

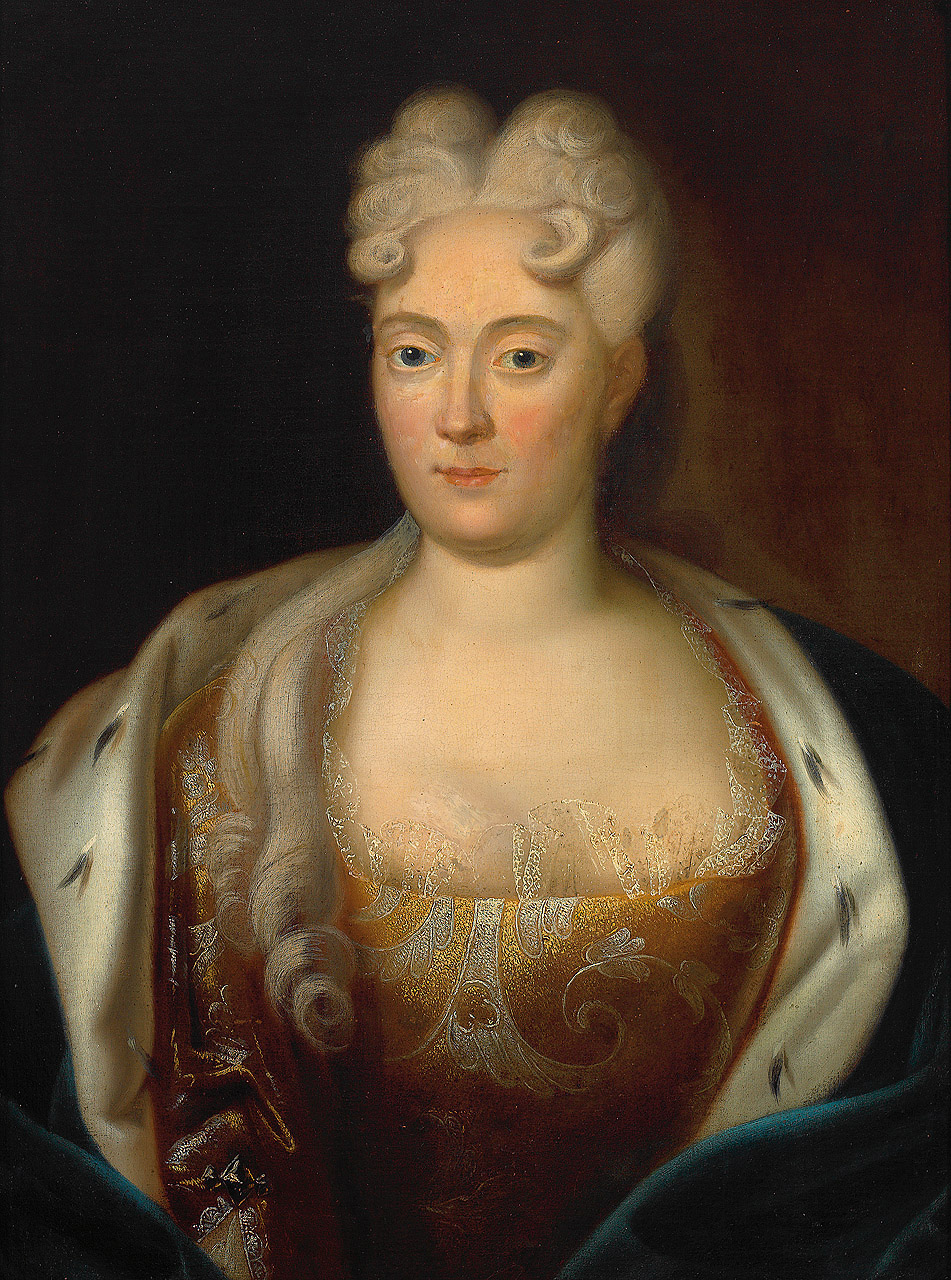
바덴바덴 마르크그레핀 작센-라우엔부르크의 지빌라

황제 레오폴트 1세는 루드비히 빌헬름과 젊은 여자상속인 작센라우엔부르크의 프란치스카 지빌라 아우구스테 공녀를 결혼시켰다. 두 사람 사이에는 9명의 아이가 태어났다.
- 레오폴트 빌헬름 귄스부르크(Leopold Wilhelm Günsburg), (1694-1695년 귄스부르크)
- 카를 요제프(Karl Josef), (1697년 아우구스부르크 - 1703년 Schlackenwerth)
- 루트비히 게오르그 짐페르트(Ludwig Georg Simpert), (1702년 6월 7일 에틀링겐(Ettlingen) - 1761년 10월 22일 라슈타트)
- 빌헬름 게오르크 짐페르트(Wilhelm Georg Simbert), (1703년 아샤펜부르크(Aschaffenbu

rg) - 1709년 바덴바덴(Baden-Baden)
- 아우구스트 게오르크 짐페르트(August Georg Simpert), (1706년 1월 14일 - 1771년 10월 21일 라슈타트(Rastatt)
- 샤를로테(Charlotte), (1696년 Günsburg - 1700년)
- 빌헬미네(Wilhelmine), (* 1700년 Schlackenwerth - 1702년 Schlackenwerth)
- 루이제(Luise), (1701년 뉘른베르크(Nürnberg) - 1707년)
- 아우구스테 마리 요한나(Auguste Marie Johanna), (1704년 11월 10일 아샤펜부르크 - 1726년 8월 8일 파리(Paris)

얄궃게도 군사경력의 대부분을 프랑스와 싸우는데 허비한 루트비히가 사망한 17년 후, 그의 딸들 중 유일하게 살아남은 아우구스테 공녀는 불명예스러운 프랑스 섭정의 아들 오를레앙 공작 루이 도를레앙(Louis d'Orléans, Duke of Orléans)와 결혼했다. 이 결혼식으로 프랑스 왕위에 대해 첫 번째 계승권이 주어지게 되었다. 그의 후손은 이 결혼을 통해 1830년 프랑스의 왕 루이 필리프가 되었다.
나중에 루트비히가 죽은 뒤, 그의 미망인이 건설한 쉬로스 파보리테(Schloss Favorite) 성은 그녀의 남편을 기억하는 여름 주거지가 되었다.